# 酒匂飛翔
酒匂 飛翔（さこう あすか、1986年2月2日 - ）は、NHKのアナウンサー。

## 人物
福岡県福津市出身。福岡県立宗像高等学校、早稲田大学教育学部英語英文学科卒業後、2009年に入局 。
盛岡局で地上デジタル放送推進大使を務めた。
そして2015年に開催された「第30回国民文化祭かごしま2015」（2015年10月31日 - 11月15日）開会式をフリーアナウンサーの中村朋美と共に担当した。
好きな食べ物はカレー、すき焼き、そば、酒類。

## 現在の担当番組
- ニュース佐賀845（不定期）
- 佐賀県のニュース・中継・リポート
- 各種スポーツ中継（サッカー・大相撲・陸上・高校野球・バスケットボールなど）

## 過去の担当番組
盛岡放送局時代（2009年度 - 2011年度）
- 土曜スタジオパーク（2009年5月23日） - 新人お披露目
- 岩手県のニュース・中継・リポート
- おばんですいわて（キャスター）
- 着信御礼!ケータイ大喜利（レポーター・2010年1月16日）[4]
- アナログテレビジョン放送終了啓発スポット『教えて!地デジ大使』シリーズ

松江放送局時代（2012年度 - 2014年度）
- 島根県のニュース・中継・リポート
- Sportsプラス（キャスター代行・2013年9月2日 - 9月6日）
- しまねっとNEWS610 （2014年4月7日 - 2015年3月27日）
- しまねっと845（月曜 - 木曜）（2013年4月1日 - 2015年3月26日 隔週担当）
- スポーツ中継

鹿児島放送局時代（2015年度 - 2016年度）
- 鹿児島県のニュース・中継・リポート
- 情報WAVEかごしま（メインキャスター・2015年7月21日 - 2017年3月24日）
- ニュースチェック11（大成安代のスポーツキャスター代行・2016年11月28日 - 12月2日）

東京アナウンス室時代（2017年度 - 2018年度）　　
- サタデースポーツ・サンデースポーツ（メインキャスター、2017年4月1日 - 2018年3月31日）
- NHKニュースおはよう日本（祝日を除く月曜 - 金曜）（スポーツキャスター、2018年4月9日 - 2019年3月29日）
- 鹿児島県のニュース（2019年7月4日・応援要員）

名古屋放送局時代（2019年度 - 2023年度）
- 東海3県・東海北陸のニュース
- まるっと!（不定期・小山怪、高山哲哉のキャスター代行など）
  - 金スポ バス研!所長（不定期）
- ラグビーワールドカップ2023（総合・BS4K・NHKプラス）
  - 準々決勝「フランス」対「南アフリカ」（2023年10月16日） - スタジオ副音声進行（解説：五郎丸歩、山村亮、田中史朗）
- 令和6年能登半島地震の緊急報道対応による金沢放送局への応援派遣で、全国ニュースへの入中と石川県内の入中を担当（2024年1月11日 - 12日）。

佐賀放送局時代（2024年度 - ）
- ニュースただいま佐賀（キャスター：2024年4月15日 - 2025年3月28日）（飯塚洋介と隔週で担当）

## 同期のNHKアナウンサー
- 池田伸子
- 伊藤海彦
- 牛田茉友（退職）
- 角谷直也
- 勝呂恭佑
- 合原明子
- 佐々木彩
- 佐藤誠太
- 鈴木遥
- 八田知大
- 廣瀬雄大
- 深川仁志
- 深澤健太